# Walther Holtzmann
Walther Holtzmann (* 31. Dezember 1891 in Eberbach am Neckar; † 25. November 1963 in Bonn) war ein deutscher Diplomatiker und Historiker.

Der Sohn eines Gymnasialprofessors besuchte in Bruchsal und Karlsruhe die Schule. Nach dem Militärdienst ging er 1911 an die Universität Straßburg. Bereits im zweiten Semester wechselte er an die Universität Heidelberg, wurde aber erneut zum Wehrdienst einberufen. Nach Rückkehr aus dem Ersten Weltkrieg wurde er 1920 bei Karl Hampe in Heidelberg über die Beziehungen Papst Urbans II. zu Frankreich promoviert. Holtzmann wurde Mitarbeiter von Harry Bresslau, lernte aber schon bald Paul Fridolin Kehr kennen, der ihn 1921 abwarb. Holtzmann wurde 1922 für zwei Jahre Assistent des Römischen Instituts in Berlin und ging anschließend direkt nach Rom an das dortige Preußische Historische Institut, bei dem er als Diplomatiker für die Italia Pontificia tätig wurde. 1926 habilitierte sich Holtzmann an der Universität Berlin bei Albert Brackmann und verließ Rom. Nach einigen Jahren als Privatdozent übernahm er 1930 den Lehrstuhl seines Vetters Robert Holtzmann an der Universität Halle.
Holtzmann wird zu den „politisch nicht engagierten Historikern“ gezählt. Er war nicht Mitglied der NSDAP und erwies dem NS-Regime in seinen Publikationen keine größere Reverenz. Er trat aber am 1. November 1933 dem antidemokratischen Stahlhelm, Bund der Frontsoldaten bei. Im Jahr 1934 schloss sich Holtzmann der SA-Reserve an. Dort stand er im Rang eines Rottenführers.
1936 wurde Holtzmann als Nachfolger des aufgrund der antisemitischen Vorschriften vorzeitig in den Ruhestand versetzten Wilhelm Levison an die Bonner Universität berufen. Von 1946 bis zu seinem Tod war er ordentliches Mitglied der Zentraldirektion der Monumenta Germaniae Historica, in deren Bibliothek sein handschriftlicher Katalog der Handschriften der Domstiftsbibliothek Merseburg aufbewahrt wird. 1946 wurde er korrespondierendes Mitglied der Göttinger Akademie der Wissenschaften. Für seine englischen Forschungen wurde Holtzmann 1954 der D. Litt. h. c. durch die University of Manchester verliehen.
Von 1953 bis Ende 1961 war Holtzmann Direktor des nunmehr Deutschen Historischen Instituts, das nach langwierigen Verhandlungen mit der italienischen Regierung seine Arbeit wieder aufnehmen konnte. Die Bibliothek hatte hinter den Mauern des Vatikans Krieg und Aneignungsversuche unbeschädigt überstanden. Auch hier trat er wie beim Papsturkundenunternehmen der Pius-Stiftung das Erbe Kehrs an und brachte die Arbeiten erfolgreich und nachhaltig wieder in Gang. Holtzmann war Mitherausgeber der mediävistischen Fachzeitschrift Deutsches Archiv für Erforschung des Mittelalters.
Holtzmanns Grab befand sich auf dem Kessenicher Bergfriedhof in Bonn.

## Schriften (Auswahl)
- Papsturkunden in England. 3 (in 5) Bände. 1930–1952; 
  - Band 1: Bibliotheken und Archive in London. Teilband 1: Berichte und Handschriftenbeschreibungen (= Abhandlungen der Gesellschaft der Wissenschaften zu Göttingen. Philologisch-Historische Klasse. Neue Folge, Bd. 25, 1, ISSN 0931-2013). Weidmann, Berlin 1930;
  - Band 1: Bibliotheken und Archive in London. Teilband 2: Texte (= Abhandlungen der Gesellschaft der Wissenschaften zu Göttingen. Philologisch-Historische Klasse. Neue Folge Bd. 25, 2). Weidmann, Berlin 1931;
  - Band 2: Die kirchlichen Archive und Bibliotheken. Teilband 1: Berichte und Handschriftenbeschreibungen (= Abhandlungen der Gesellschaft der Wissenschaften zu Göttingen. Philologisch-Historische Klasse. 3. Folge, Bd. 14). Weidmann, Berlin 1935;
  - Band 2: Die kirchlichen Archive und Bibliotheken. Teilband 2: Texte (= Abhandlungen der Gesellschaft der Wissenschaften zu Göttingen. Philologisch-Historische Klasse. 3. Folge Bd. 15). Weidmann, Berlin 1936;
  - Band 3: Oxford, Cambridge, kleinere Bibliotheken und Archive und Nachträge aus London (= Abhandlungen der Akademie der Wissenschaften zu Göttingen. Philologisch-Historische Klasse. 3. Folge Bd. 33, ISSN 0930-4304). Vandenhoeck & Ruprecht, Göttingen 1952.
- Kanonistische Ergänzungen zur Italia pontificia I–IV. In: Quellen und Forschungen aus italienischen Archiven und Bibliotheken. Bd. 37, 1957, S. 55–102.
- Kanonistische Ergänzungen zur Italia pontificia V–X. In: Quellen und Forschungen aus italienischen Archiven und Bibliotheken. Bd. 38, 1958, S. 67–175.
- als Herausgeber: Samnium – Apulia – Lucania (= Italia pontificia. Sive repertorium privilegiorum et litterarum a romanis pontificibus ante annum MCLXXXXVIII Italiae ecclesiis, monasteriis, civitatibus singulisque personis concessorum. Bd. 9). Weidmann, Berlin 1962.